# Frontera entre Rússia i Corea del Nord
La frontera entre Rússia i la República Popular Democràtica de Corea consta de 18 quilòmetres (11 mi) de frontera terrestre i 22.1 km (12 milles nàutiques) de frontera marítima. És la més curta de les fronteres internacionals de Rússia.

## Descripció
La frontera terrestre entre Rússia i Corea del Nord travessa el tàlveg del riu Tumànnaia i el seu estuari, mentre que la frontera marítima separa les aigües territorials dels dos països al Mar del Japó (42° 17′ 34.34″ N, 130° 41′ 49.16″ E / 42.2928722°N,130.6969889°E).
El principal tractat fronterer es va signar el 17 d'abril de 1985. Un tractat separat i trilateral especifica la posició del trifini Xina-Corea del Nord-Rússia. Les fronteres de Corea del Nord amb Rússia i amb la Xina corren al llarg del riu Tumànnaia, mentre que la frontera entre la Xina i Rússia s'aproxima al punt d'unió terrestre al nord. Atès que el trifini teòric es troba al mig del riu, on no seria pràctic instal·lar una fita fronterera, l'acord estableix que els tres països instal·len fites frontereres a la riba del riu i que es determinarà la posició del trifini pel que fa a aquestes fites.
La unitat administrativa en el costat rus de la frontera és el Districte de Khasansky del krai de Primórie; a la part coreana, és la ciutat de Rason. El principal pas fronterer a la zona és Peschanaya.
La frontera marítima segueix una direcció sud-est, primer fins al límit de les aigües territorials dels dos països (42° 09′ N, 130° 53′ E / 42.150°N,130.883°E) i la seva  ZEE (40° 16′ N, 132° 49′ E / 40.267°N,132.817°E). Pel que fa a la frontera marítima, aquesta última va ser objecte d'un acord bilateral signat el 3 de setembre de 1990: la frontera entre les aigües territorials al mar del Japó petita recta fins al punt d'intersecció amb la línia del límit exterior de les aigües territorials soviètiques i coreanes, les coordenades geogràfiques del punt B és 42° 09′ 0″ N, 130° 53′ 0″ E / 42.15000°N,130.88333°E.

## Pas fronterer

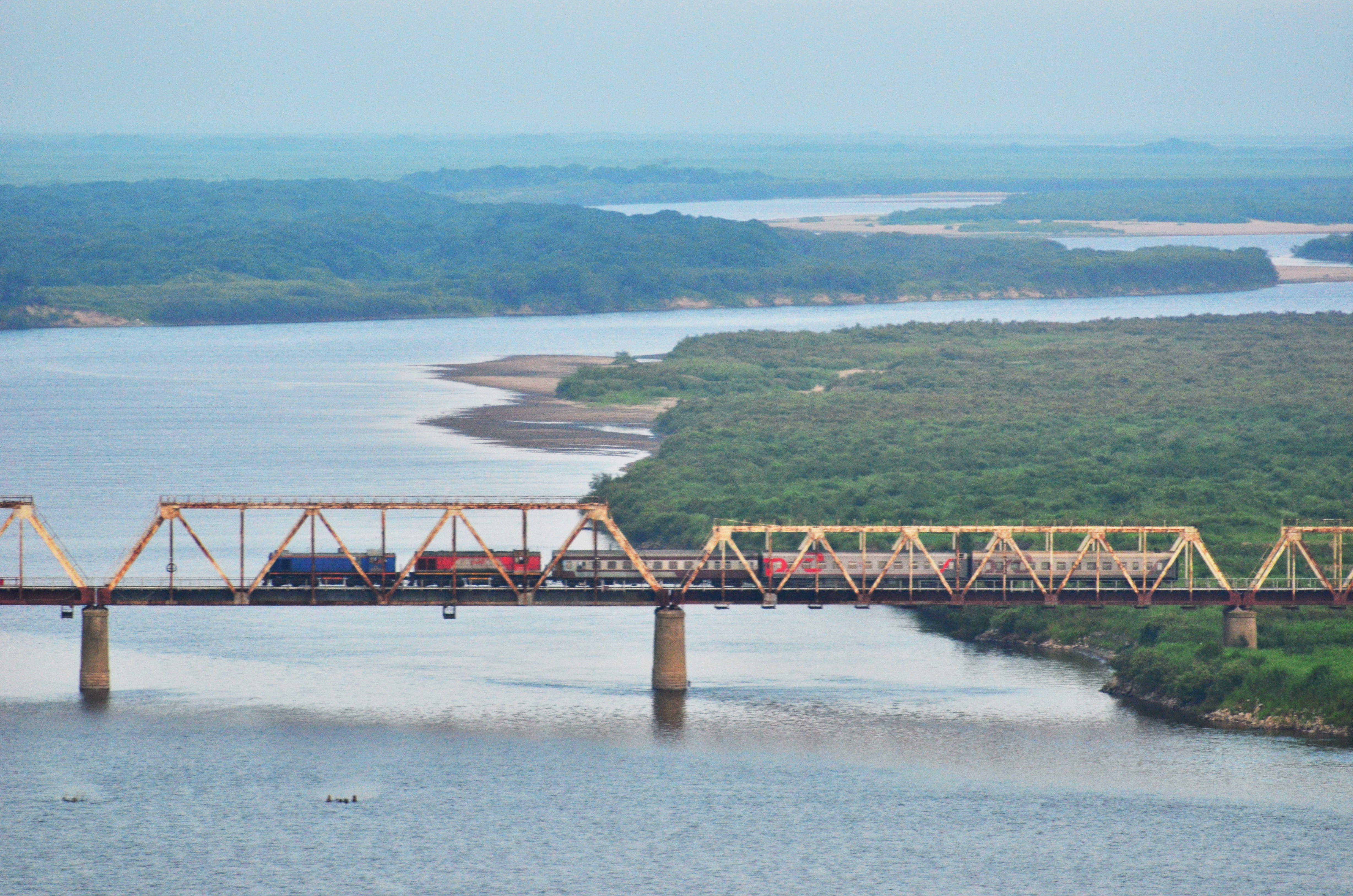
El Pont de l'Amistat enllaça Corea del Nord i Rússia.

Hi ha un pas a la frontera entre Corea del Nord i Rússia: el pont de l'amistat Corea-Rússia sobre el riu Tumànnaia, 800 metres al sud-oest de l'estació de tren a Khassan. Pel costat nord-coreà, l'estació de tren fronterera es troba a Tumangang. El pas és només per ferrocarril, utilitzat pels trens de mercaderies i passatgers, però els taulons establerts entre les vies fan que l'encreuament dels vehicles de carretera sigui possible mitjançant un arranjament especial.
El servei de tren de passatgers sobre el pont d'amistat inclou un transbordador Khasan-Tumangang, així com un tren directe dels Ferrocarrils Estatals de Corea en la ruta Moscou-Pyongyang. El cotxe directe viatja des de Moscou fins a Ussuriysk amb un tren de Vladivostok a Moscou amb un tren Ussuriysk-Khassan, a través de la frontera amb el tren llançadora Khasan-Tumangang, i després a Pyongyang amb un tren domèstic de Corea. Un total de 10.272 km, el servei de transport de passatgers més llarg i directe (d'anada) del món.
Normalment, el pas només és utilitzat per ciutadans de Rússia i Corea del Nord, i no està obert a nacionals de països tercers. El 2008, però, dos turistes occidentals van aconseguir agafar un tren sobre el Pont de l'Amistat.
A l'abril de 2015, els viceministres de transport de Rússia i Corea del Nord, Nikolai Asaul i Kwok Il-ryong, respectivament, van signar un acord per desenvolupar una connexió viària entre els dos països.

## Història
La frontera entre l'Imperi Rus i el regne coreà (llavors un estat tributari de la dinastia Qing) va ser establerta per la Convenció de Pekín al novembre de 1860. Sota l'acord, la dinastia Qing, va cedir, els territoris a l'est del riu Ussuri als russos. La descripció original de la frontera incloïa el curs inferior del riu Tumànnaia, els últims 20   li  (sobre 10.75 - 13 km) - com la seva part més al sud.
L'existència de Corea com a país separat no va ser esmentada a la convenció de 1860 entre Rússia i Xina, però a finals del segle xix i principis del XX, la influència xinesa a Corea va disminuir i la influència japonesa va créixer. El Tractat de Shimonoseki de 1895 va acabar amb el sistema imperial tributari xinès sobre Corea, i el Tractat Japó-Corea de 1905 va convertir Corea en un protectorat del Japó. El Tractat Japó-Corea de 1910 va finalitzar amb l'annexió de Corea del Japó. Així, el riu Tumànnaia es va convertir en una frontera entre l'Imperi Rus (més tard, la Unió Soviètica) i l'Imperi Japonès; això va continuar fins al final del domini japonès a Corea en 1945.
Independentment de qui governés Corea, les franges costaneres del territori rus i coreà sempre separaven Xina del mar del Japó.
El 1938, per desenvolupar els recursos naturals de la seva franja costanera i per protegir les seves fronteres contra una possible invasió japonesa, la Unió Soviètica va començar la construcció en una línia ferroviària des de l'estació de tren de Baranovsky (al ferrocarril transsiberià) a Kraskino. La ruta de 190 km es va completar el 1941. Després de la Segona Guerra Mundial, es va ampliar des de Kraskino fins a Khassan, a la frontera coreana, augmentant la longitud a 238 km. L'estació de Khassan es va obrir el 28 de setembre de 1951. Poc després, es va construir un pont temporal de fusta a través del riu Tumànnaia, i el 1952, el primer tren va passar de Rússia a Corea del Nord.
El 1990, la Unió Soviètica i Corea del Nord van signar un acord per establir una frontera al llarg del carrer del Tumànnaia. L'antiga illa de Noktundo, de 32 km², va ser reconeguda per Corea del Nord com a part de Rússia. Aquest acord no va ser acceptat per Corea del Sud, que continua veient Noktundo com a territori coreà.
A la segona meitat del segle xx, milers de refugiats i desplaçats de Corea del Nord van travessar la frontera. Els seus descendents ara viuen a tots Rússia i altres països de la Comunitat d'Estats Independents.

## Protecció dels rius
Com que el costat nord-coreà del riu és muntanyós i el costat rus és més baix, l'erosió pot provocar que el riu Tumànnaia, que d'inunda cada any, canviï gradualment cap al costat rus. (Es veu un fenomen semblant a la frontera entre la Xina i Rússia, amb el riu Amur). Per evitar la pèrdua del territori nacional, i protegir les estacions frontereres de Khassan i Peschanaya, les autoritats russes va dur a terme un projecte de protecció de riberes mitjançant l'emplenament de roca de 2004-2008.